# Nowgarān
Nowgarān (persiska: ناوگَران, نَمگَرَن, نُو گَران, نوگران, Nāvgarān) är en ort i Iran.   Den ligger i provinsen Kurdistan, i den nordvästra delen av landet, 400 km väster om huvudstaden Teheran. Nowgarān ligger 2 043 meter över havet och antalet invånare är 194.
Terrängen runt Nowgarān är kuperad åt sydväst, men åt nordost är den platt.Runt Nowgarān är det ganska tätbefolkat, med 58 invånare per kvadratkilometer. Närmaste större samhälle är Ālī Pīnak, 3,2 km sydväst om Nowgarān. Trakten runt Nowgarān består i huvudsak av gräsmarker.